# Лилит (фильм)
«Лилит» (англ. Lilith) — драма 1964 года с Джин Сиберг и Уорреном Битти в главных ролях.

## Сюжет
Винсент Брюс, ветеран Корейской войны, возвращается на родину в штат Мэриленд и становится санитаром в психиатрической клинике для состоятельных душевнобольных. Там он встречает красивую молодую пациентку по имени Лилит Артур, которая живёт в своем зыбком выдуманном мире, и влюбляется в неё. Между Винсентом и Лилит начинается роман.
Но не его одного неудержимо влечет к девушке — вскоре Винсенту становится известно, что между Лилит и пациенткой миссис Миган существует лесбийская связь, а пациент Стивен Эвшевски влюблен в неё. После того, как она отвергает Эвшевски, он кончает жизнь самоубийством, и его смерть становится для Лилит толчком к настоящему безумию.

## В ролях
- Джин Сиберг — Лилит Артур
- Уоррен Битти — Винсент Брюс
- Питер Фонда — Стивен Эвшевски
- Ким Хантер — доктор Би Брайс
- Анна Мишем — Миссис Ивонн Миган
- Джессика Уолтер — Лаура
- Джин Хэкмен — Норман
- Джеймс Паттерсон — доктор Lavrier
- Роберт Рейли — Боб Клейфилд
- Элизабет Лоуренс — пациентка (в титрах не указана)

## Номинации
В 1965 году Джин Сиберг была номинирована на получение премии «Золотой глобус» как лучшая актриса драмы.